# Заместник министър-председател на България
Заместник министър-председателят на България (по-рано заместник-председател на Министерския съвет – от 1955 до 1991 г., и подпредседател на Министерския съвет – от 1944 до 1955 г.), наричан за кратко вицепремиер, е висша ръководна длъжност в правителството на България. Съществувала е и длъжността Първи заместник-председател на Министерския съвет.
Вицепремиерът осъществява функциите на подпомагане и заместване на министър-председателя на България при негово отсъствие, както и по време на работата на правителството по различни въпроси на държавното управление. Длъжността е въведена след 9 септември 1944 г.
Вицепремиерите по конституционен принцип стоят над министрите в йерархията на правителството. Всеки от тях ръководи и отговаря за даден управленски ресор, като изборът на лицата на тези длъжности се извършва с решението на Народното събрание за избиране на правителството на България, а разпределението на функциите и компетенциите между отделните ресори се определя с решение на правителството на първото му заседание.
Има случаи, в които вицепремиерите са едновременно избрани и за министри в правителството. В този случай те като вицепремиери отговарят за управленския ресор, на който са и министри. В други случаи, когато ресорен вицепремиер и министър на ресора не са едно и също лице, се счита, че вицепремиерът е най-висшата инстанция на дадения ресор, а министърът на ресора ръководи държавната политика и изпълнява указанията и разпорежданията на вицепремиера по ресора.
В случай на заместване на министър-председателя при негово отсъствие това заместване се определя в негова заповед, където се посочва и името на съответния вицепремиер, когото премиерът е избрал за заместник през този период. Не може двама или повече вицепремиери да заместват министър-председателя едновременно при негово отсъствие.
Вицепремиерите могат да бъдат освобождавани или заменяни с други лица от Народното събрание при персонални промени в правителството.

## Вицепремиери на България в отделните правителства

### Подпредседатели на Министерският съвет на НРБ (1946-1956)
Трето правителство на Кимон Георгиев
| правителство | име              | дати                           | партия | партия |
| ------------ | ---------------- | ------------------------------ | ------ | ------ |
| Георгиев 3   | Трайчо Костов    | 31 март 1946 – 22 ноември 1946 | БКП    |        |
| Георгиев 3   | Александър Оббов | 31 март 1946 – 22 ноември 1946 | БЗНС   |        |

Първо правителство на Георги Димитров
| правителство | име                    | дати                               | партия | партия |
| ------------ | ---------------------- | ---------------------------------- | ------ | ------ |
| Димитров 1   | Трайчо Костов          | 23 ноември 1946 – 11 декември 1947 | БКП    |        |
| Димитров 1   | Александър Оббов       | 23 ноември 1946 – 11 декември 1947 | БЗНС   |        |
| Димитров 1   | Георги Попов (политик) | 23 ноември 1946 – 11 декември 1947 | БРСДП  |        |
| Димитров 1   | Кимон Георгиев         | 23 ноември 1946 – 11 декември 1947 | Звено  |        |

Второ правителство на Георги Димитров
| правителство | име                    | дати                               | партия | партия |
| ------------ | ---------------------- | ---------------------------------- | ------ | ------ |
| Димитров 2   | Трайчо Костов          | 12 декември 1947 – 20 юли 1949     | БКП    |        |
| Димитров 2   | Васил Коларов          | 12 декември 1947 – 20 юли 1949     | БКП    |        |
| Димитров 2   | Георги Трайков         | 12 декември 1947 – 20 юли 1949     | БЗНС   |        |
| Димитров 2   | Георги Попов (политик) | 12 декември 1947 – 20 юли 1949     | БРСДП  |        |
| Димитров 2   | Кимон Георгиев         | 23 ноември 1946 – 11 декември 1947 | Звено  |        |

Правителство на Васил Коларов 1 и 2
| правителство  | име               | дати                             | партия | партия |
| ------------- | ----------------- | -------------------------------- | ------ | ------ |
| Коларов 1 и 2 | Вълко Червенков   | 20 юли 1949 – 20 януари 1950     | БКП    |        |
| Коларов 1 и 2 | Добри Терпешев    | 20 юли 1949 – 20 януари 1950     | БКП    |        |
| Коларов 1 и 2 | Георги Трайков    | 20 юли 1949 – 20 януари 1950     | БЗНС   |        |
| Коларов 1 и 2 | Антон Югов        | 20 юли 1949 – 20 януари 1950     | БРСДП  |        |
| Коларов 1 и 2 | Кимон Георгиев    | 20 юли 1949 – 20 януари 1950     | Звено  |        |
| Коларов 1 и 2 | Владимир Поптомов | 20 януари 1950 – 1 февруари 1950 | БКП    |        |
| Коларов 1 и 2 | Райко Дамянов     | 20 юли 1949 – 1 февруари 1950    | БКП    |        |

Правителство на Вълко Червенков
| правителство | име            | дати                           | партия | партия |
| ------------ | -------------- | ------------------------------ | ------ | ------ |
| Червенков    | Георги Чанков  | 20 януари 1954 – 18 април 1956 | БКП    |        |
| Червенков    | Антон Югов     | 20 януари 1954 – 18 април 1956 | БКП    |        |
| Червенков    | Георги Трайков | 20 януари 1954 – 18 април 1956 | БЗНС   |        |
| Червенков    | Иван Михайлов  | 20 януари 1954 – 18 април 1956 | БКП    |        |
| Червенков    | Райко Дамянов  | 20 януари 1954 – 18 април 1956 | БКП    |        |

### Заместник-председатели на Министерският съвет на НРБ и РБ (1956-1991)
Заместник-председатели на Министерският съвет на НРБ от Първо правителство на Антон Югов (1956-1958)
| правителство | име            | дати                           | партия | партия |
| ------------ | -------------- | ------------------------------ | ------ | ------ |
| Югов 1       | Георги Чанков  | 18 април 1956 – 15 януари 1958 | БКП    |        |
| Югов 1       | Георги Трайков | 18 април 1956 – 15 януари 1958 | БЗНС   |        |
| Югов 1       | Иван Михайлов  | 18 април 1956 – 15 януари 1958 | БКП    |        |
| Югов 1       | Райко Дамянов  | 18 април 1956 – 15 януари 1958 | БКП    |        |
| Югов 1       | Карло Луканов  | 18 април 1956 – 15 януари 1958 | БКП    |        |

Заместник-председатели на Министерският съвет на НРБ от Второ правителство на Антон Югов
| правителство | име            | дати                          | партия     | партия |
| ------------ | -------------- | ----------------------------- | ---------- | ------ |
| Югов 2       | Георги Чанков  | 15 януари 1958 – 27 март 1962 | БКП        |        |
| Югов 2       | Георги Трайков | 15 януари 1958 – 27 март 1962 | БЗНС       |        |
| Югов 2       | Иван Михайлов  | 15 януари 1958 – 27 март 1962 | БКП        |        |
| Югов 2       | Райко Дамянов  | 15 януари 1958 – 27 март 1962 | БКП        |        |
| Югов 2       | Карло Луканов  | 15 януари 1958 – 27 март 1962 | БКП        |        |
| Югов 2       | Кимон Георгиев | 15 януари 1958 – 27 март 1962 | безпартиен |        |
| Югов 2       | Живко Живков   | 15 януари 1958 – 27 март 1962 | БКП        |        |
| Югов 2       | Станко Тодоров | 15 януари 1958 – 27 март 1962 | БКП        |        |

Заместник-председатели на Министерският съвет на НРБ на Трето правителство на Антон Югов
| правителство | име            | дати                           | партия     | партия |
| ------------ | -------------- | ------------------------------ | ---------- | ------ |
| Югов 2       | Георги Чанков  | 27 март 1962 – 27 ноември 1962 | БКП        |        |
| Югов 3       | Георги Трайков | 27 март 1962 – 27 ноември 1962 | БЗНС       |        |
| Югов 3       | Иван Михайлов  | 27 март 1962 – 27 ноември 1962 | БКП        |        |
| Югов 3       | Райко Дамянов  | 27 март 1962 – 27 ноември 1962 | БКП        |        |
| Югов 3       | Карло Луканов  | 27 март 1962 – 27 ноември 1962 | БКП        |        |
| Югов 3       | Кимон Георгиев | 27 март 1962 – 27 ноември 1962 | безпартиен |        |
| Югов 3       | Живко Живков   | 27 март 1962 – 27 ноември 1962 | БКП        |        |
| Югов 3       | Станко Тодоров | 27 март 1962 – 27 март 1962    | БКП        |        |

Заместник-председатели на Министерският съвет на НРБ на Първо правителство на Тодор Живков
| правителство | име              | дати                           | партия | партия |
| ------------ | ---------------- | ------------------------------ | ------ | ------ |
| Живков 1     | Иван Михайлов    | 27 ноември 1962 – 12 март 1966 | БКП    |        |
| Живков 1     | Тано Цолов       | 27 ноември 1962 – 12 март 1966 | БКП    |        |
| Живков 1     | Пенчо Кубадински | 27 ноември 1962 – 12 март 1966 | БКП    |        |
| Живков 1     | Станко Тодоров   | 27 ноември 1962 – 12 март 1966 | БКП    |        |

Заместник-председатели на Министерският съвет на НРБ на Второ правителство на Тодор Живков
| правителство | име              | дати                            | партия | партия |
| ------------ | ---------------- | ------------------------------- | ------ | ------ |
| Живков 2     | Иван Михайлов    | 12 март 1966 – 9 юли 1971       | БКП    |        |
| Живков 2     | Тано Цолов       | 12 март 1966 – 9 юли 1971       | БКП    |        |
| Живков 2     | Пенчо Кубадински | 12 март 1966 – 9 юли 1971       | БКП    |        |
| Живков 2     | Станко Тодоров   | 12 март 1966 – 9 юли 1971       | БКП    |        |
| Живков 2     | Петър Танчев     | 12 март 1966 – 9 юли 1971       | БЗНС   |        |
| Живков 2     | Лъчезар Аврамов  | 22 ноември 1966 – 28 април 1971 | БКП    |        |

Заместник-председатели на Министерският съвет на НРБ на първо правителство на Станко Тодоров
| правителство | име              | дати                           | партия      | партия |
| ------------ | ---------------- | ------------------------------ | ----------- | ------ |
| Тодоров 1    | Живко Живков     | 9 юли 1971 – 17 юни 1976       | БКП         |        |
| Тодоров 1    | Мако Даков       | 9 юли 1971 – 17 юни 1976       | БКП         |        |
| Тодоров 1    | Пенчо Кубадински | 9 юли 1971 – 17 юни 1976       | БКП         |        |
| Тодоров 1    | Сава Дълбоков    | 9 юли 1971 – 17 юни 1976       | БКП         |        |
| Тодоров 1    | Иван Попов       | – 9 юли 1971                   | 17 юни 1976 |        |
| Тодоров 1    | Огнян Дойнов     | 9 юли 1971 – 23 април 1976     | БКП         |        |
| Тодоров 1    | Кирил Зарев      | 15 април 1975 – 17 юни 1976    | БКП         |        |
| Тодоров 1    | Иван Илиев       | 19 януари 1973 – 15 април 1975 | БКП         |        |
| Тодоров 1    | Венелин Коцев    | 3 юли 1972 – 4 юли 1974        | БКП         |        |

Заместник-председатели на Министерският съвет на НРБ на второ правителство на Станко Тодоров
| правителство | име                        | дати                        | партия            | партия |
| ------------ | -------------------------- | --------------------------- | ----------------- | ------ |
| Тодоров 2    | Кирил Зарев                | 17 юни 1976 – 18 юни 1981   | БКП               |        |
| Тодоров 2    | Мако Даков                 | 17 юни 1976 – 28 април 1978 | БКП               |        |
| Тодоров 2    | Кръстю Тричков             | 17 юни 1976 – 18 юни 1981   | БКП               |        |
| Тодоров 2    | Григор Стоичков            | 17 юни 1976 – 18 юни 1981   | БКП               |        |
| Тодоров 2    | Андрей Луканов             | – 17 юни 1976               | 18 юни 1981       |        |
| Тодоров 2    | Сава Дълбоков              | – 17 юни 1976               | 28 април 1978     |        |
| Тодоров 2    | Тодор Божинов              | – 29 април 1979             | 18 юни 1981       |        |
| Тодоров 2    | Георги Йорданов (БКП)      | – 29 април 1979             | 27 септември 1979 |        |
| Тодоров 2    | Дража Вълчева              | – 28 декември 1979          | 18 юни 1981       |        |
| Тодоров 2    | Стамен Стаменов (министър) | – 26 февруари 1980          | 18 юни 1981       |        |

Заместник-председатели на Министерският съвет на НРБ на Правителство на Гриша Филипов
| правителство | име                        | дати                           | партия | партия |
| ------------ | -------------------------- | ------------------------------ | ------ | ------ |
| Филипов      | Кирил Зарев                | 18 юни 1981 – 4 януари 1986    | БКП    |        |
| Филипов      | Григор Стоичков            | 18 юни 1981 – 19 юни 1986      | БКП    |        |
| Филипов      | Андрей Луканов             | 18 юни 1981 – 19 юни 1989      | БКП    |        |
| Филипов      | Тодор Божинов              | 4 януари 1984 – 28 януари 1986 | БКП    |        |
| Филипов      | Георги Йорданов            | 18 юни 1981 – 19 юни 1986      | БКП    |        |
| Филипов      | Стоян Марков               | 28 януари 1986 – 19 юни 1986   | БКП    |        |
| Филипов      | Стамен Стаменов (министър) | 18 юни 1986 – 26 август 1981   | БКП    |        |
| Филипов      | Георги Караманев           | 19 юли 1982 – 19 юни 1986      | БКП    |        |
| Филипов      | Станиш Бонев               | 18 юни 1981 – 15 октомври 1985 | БКП    |        |

Заместник-председатели на Министерският съвет на НРБ на Правителство на Георги Атанасов
| правителство | име                   | дати                              | партия           | партия |
| ------------ | --------------------- | --------------------------------- | ---------------- | ------ |
| Атанасов     | Григор Стоичков       | 19 юни 1986 – 18 декември 1989    | БКП              |        |
| Атанасов     | Алекси Иванов         | 25 декември 1986 – 19 август 1987 | БЗНС             |        |
| Атанасов     | Кирил Зарев           | 19 юни 1986 – 19 август 1987      | БКП              |        |
| Атанасов     | Тодор Божинов         | 4 януари 1984 – 28 януари 1986    | БКП              |        |
| Атанасов     | Георги Йорданов (БКП) | 19 юни 1986 – 19 август 1987      | БКП              |        |
| Атанасов     | Иван Илиев            | 19 юни 1986 – 19 август 1987      | БКП              |        |
| Атанасов     | Георги Караманев      | – 19 юни 1986                     | 19 август 1987   |        |
| Атанасов     | Огнян Дойнов          | – 19 юни 1986                     | 19 август 1987   |        |
| Атанасов     | Георги Йорданов       | – 4 юли 1989                      | 18 декември 1989 |        |
| Атанасов     | Петко Данчев          | – 4 юли 1989                      | 17 ноември 1989  |        |
| Атанасов     | Кирил Зарев           | – 17 ноември 1989                 | 8 февруари 1990  |        |
| Атанасов     | Георги Пирински       | – 17 ноември 1989                 | 8 февруари 1990  |        |
| Атанасов     | Минчо Йовчев          | – 17 ноември 1989                 | 8 февруари 1990  |        |
| Атанасов     | Стоян Михайлов        | – 17 ноември 1989                 | 8 февруари 1990  |        |
| Атанасов     | Надя Аспарухова       | – 18 декември 1989                | 8 февруари 1990  |        |

Министри на суперминистерства с ранг на заместник-председатели на Министерският съвет на НРБ в правителството на Георги Атанасов (1987-1989)
Министри на икономиката и планирането(1987-1989)
| правителство | име           | дати                              | партия          | партия |
| ------------ | ------------- | --------------------------------- | --------------- | ------ |
| Атанасов     | Стоян Овчаров | 19 август 1987 – 17 декември 1989 | БКП             |        |
| Атанасов     | Кирил Зарев   | – 17 ноември 1989                 | 8 февруари 1990 |        |

Министри на външноикономическите връзки (1987-1989)
| правителство | име            | дати                              | партия | партия |
| ------------ | -------------- | --------------------------------- | ------ | ------ |
| Атанасов     | Андрей Луканов | 19 август 1987 – 17 декември 1989 | БКП    |        |

Министри на земеделието и горите (1987-1988)
| правителство | име           | дати                              | партия | партия |
| ------------ | ------------- | --------------------------------- | ------ | ------ |
| Атанасов     | Алекси Иванов | 19 август 1987 – 19 декември 1988 | БЗНС   |        |

Министри на културата, науката и просветата (1987-1989)
| правителство | име                   | дати                        | партия | партия |
| ------------ | --------------------- | --------------------------- | ------ | ------ |
| Атанасов     | Георги Йорданов (БКП) | 19 август 1987 – 4 юли 1989 | БКП    |        |

Заместник-председатели на Министерският съвет на НРБ на Първо Правителство на Андрей Луканов
| правителство | име                 | дати                                | партия | партия |
| ------------ | ------------------- | ----------------------------------- | ------ | ------ |
| Луканов 1    | Чудомир Александров | 8 февруари 1990 – 22 септември 1990 | БСП    |        |
| Луканов 1    | Белчо Белчев        | 8 февруари 1990 – 22 септември 1990 | БСП    |        |
| Луканов 1    | Константин Косев    | 8 февруари 1990 – 22 септември 1990 | БСП    |        |
| Луканов 1    | Нора Ананиева       | 8 февруари 1990 – 22 септември 1990 | БСП    |        |

Заместник-председатели на Министерският съвет на НРБ на второ Правителство на Андрей Луканов
| правителство | име             | дати                                 | партия | партия |
| ------------ | --------------- | ------------------------------------ | ------ | ------ |
| Луканов 2    | Георги Пирински | 22 септември 1990 – 20 декември 1990 | БСП    |        |
| Луканов 2    | Белчо Белчев    | 22 септември 1990 – 20 декември 1990 | БСП    |        |
| Луканов 2    | Нора Ананиева   | 22 септември 1990 – 20 декември 1990 | БСП    |        |

Змаестник-председатели на Министерският съвет (до 12 юли 1991) и заместник-министър-председатели (от 12 юли 1991) на Република България в Правителство на Димитър Попов
| правителство | име              | дати                              | партия | партия |
| ------------ | ---------------- | --------------------------------- | ------ | ------ |
| Попов        | Александър Томов | 20 декември 1990 – 8 ноември 1991 | БСП    |        |
| Попов        | Виктор Вълков    | 20 декември 1990 – 8 ноември 1991 | БЗНС   |        |
| Попов        | Димитър Луджев   | 20 декември 1990 – 8 ноември 1991 | СДС    |        |

Заместник-министър-председатели на Република България в Правителство на Филип Димитров
| правителство | име                | дати                              | партия     | партия |
| ------------ | ------------------ | --------------------------------- | ---------- | ------ |
| Димитров     | Светослав Лучников | 8 ноември 1991 – 30 декември 1992 | СДС        |        |
| Димитров     | Стоян Ганев        | 8 ноември 1991 – 20 май 1992      | СДС        |        |
| Димитров     | Никола Василев     | 8 ноември 1991 – 30 декември 1992 | безпартиен |        |
| Димитров     | Илко Ескенази      | 8 ноември 1991 – 30 декември 1992 | СДС        |        |

Заместник-министър-председатели на Република България в Правителство на Любен Беров
| правителство | име                | дати                                | партия     | партия |
| ------------ | ------------------ | ----------------------------------- | ---------- | ------ |
| Беров        | Валентин Карабашев | 30 декември 1992 – 15 юли 1994      | СДС        |        |
| Беров        | Нейчо Неев         | 30 декември 1992 – 23 юни 1993      | СДС        |        |
| Беров        | Кирил Цочев        | 15 юли 1994 – 17 октомври 1994      | безпартиен |        |
| Беров        | Евгени Матинчев    | 30 декември 1992 – 17 октомври 1994 | ДПС        |        |

Заместник-министър-председатели на Република България в Служебно Правителство на Ренета Инджова
| правителство | име             | дати                               | партия     | партия |
| ------------ | --------------- | ---------------------------------- | ---------- | ------ |
| Инджова      | Христина Вучева | 17 октомври 1994 – 25 янауари 1995 | безпартиен |        |
| Инджова      | Ивайло Трифонов | 17 октомври 1994 – 25 януари 1995  | безпартиен |        |
| Инджова      | Никола Василев  | 17 октомври 1994 – 25 януари 1995  | безпартиен |        |

Заместник-министър-председатели на Република България в правителство на Жан Виденов
| правителство | име               | дати                              | партия                         | партия |
| ------------ | ----------------- | --------------------------------- | ------------------------------ | ------ |
| Виденов      | Дончо Конакчиев   | 25 януари 1995 – 12 февруари 1997 | БСП                            |        |
| Виденов      | Светослав Шиваров | 25 януари 1995 – 12 февруари 1997 | БЗНС „Александър Стамболийски“ |        |
| Виденов      | Румен Гечев       | 25 януари 1995 – 12 февруари 1997 | БСП                            |        |
| Виденов      | Кирил Цочев       | 25 януари 1995 – 23 януари 1996   | безпартиен                     |        |

Заместник-министър-председатели на Република България в Служебно Правителство на Стефан Софиянски
| правителство | име               | дати                           | партия     | партия |
| ------------ | ----------------- | ------------------------------ | ---------- | ------ |
| Софиянски    | Александър Божков | 12 февруари 1997 – 21 май 1997 | СДС        |        |
| Софиянски    | Хараламби Анчев   | 12 февруари 1997 – 21 май 1997 | безпартиен |        |

Заместник-министър-председатели на Република България в правителство на Иван Костов
| правителство | име                | дати                           | партия                | партия |
| ------------ | ------------------ | ------------------------------ | --------------------- | ------ |
| Костов       | Александър Божков  | 21 май 1997 – 21 декември 1999 | СДС                   |        |
| Костов       | Веселин Методиев   | 21 май 1997 – 21 декември 1999 | Демократическа партия |        |
| Костов       | Евгений Бакърджиев | 21 май 1997 – 21 декември 1999 | СДС                   |        |
| Костов       | Петър Жотев        | 21 декември 1999 – 24 юли 2001 | безпартиен            |        |

Заместник-министър-председатели на Република България в правителство на Симеон Сакскобургготски
| правителство | име               | дати                           | партия | партия |
| ------------ | ----------------- | ------------------------------ | ------ | ------ |
| Симеон II    | Костадин Паскалев | 24 юли 2001 – 18 декември 2002 | БСП    |        |
| Симеон II    | Николай Василев   | 24 юли 2001 – 17 юли 2003      | НДСВ   |        |
| Симеон II    | Пламен Панайотов  | 17 юли 2003 – 16 август 2005   | НДСВ   |        |
| Симеон II    | Лидия Шулева      | 24 юли 2001 – 16 август 2005   | НДСВ   |        |

Заместник-министър-председатели на Република България в правителство на Сергей Станишев 
| правителство | име               | дати                         | партия | партия |
| ------------ | ----------------- | ---------------------------- | ------ | ------ |
| Станишев     | Ивайло Калфин     | 17 август 2005 – 27 юли 2009 | БСП    |        |
| Станишев     | Даниел Вълчев     | 17 август 2005 – 27 юли 2009 | НДСВ   |        |
| Станишев     | Емел Етем Тошкова | 17 авуст 2005 – 27 юли 2009  | ДПС    |        |
| Станишев     | Меглена Плугчиева | 24 април 2008 – 27 юли 2009  | БСП    |        |

Заместник-министър-председатели на Република България в първото правителство на Бойко Борисов
| правителство | име             | дати                       | партия | партия |
| ------------ | --------------- | -------------------------- | ------ | ------ |
| Борисов 1    | Симеон Дянков   | 27 юли 2009 – 13 март 2013 | ГЕРБ   |        |
| Борисов 1    | Цветан Цветанов | 27 юли 2009 – 13 март 2013 | ГЕРБ   |        |

Заместник-министър-председатели на Република България в Служебно Правителство на Марин Райков
| правителство | име                 | дати                       | партия     | партия |
| ------------ | ------------------- | -------------------------- | ---------- | ------ |
| Райков       | Екатерина Захариева | 13 март 2013 – 29 май 2013 | ГЕРБ       |        |
| Райков       | Деяна Костадинова   | 13 март 2013 – 29 май 2013 | безпартиен |        |
| Райков       | Илияна Цанова       | 13 март 2013 – 29 май 2013 | безпартиен |        |

Заместник-министър-председатели на Република България в правителство на Пламен Орешарски 
| правителство | име               | дати                        | партия     | партия |
| ------------ | ----------------- | --------------------------- | ---------- | ------ |
| Орешарски    | Даниела Бобева    | 29 май 2013 – 6 август 2014 | безпартиен |        |
| Орешарски    | Зинаида Златанова | 29 май 2013 – 6 август 2014 | безпартиен |        |
| Орешарски    | Цветлин Йовчев    | 29 май 2013 – 6 август 2014 | безпартиен |        |

Заместник-министър-председатели на Република България в Служебно Правителство на Георги Близнашки
| правителство | име                 | дати                           | партия     | партия |
| ------------ | ------------------- | ------------------------------ | ---------- | ------ |
| Близнашки    | Екатерина Захариева | 6 август 2014 – 7 ноември 2014 | безпартиен |        |
| Близнашки    | Йордан Христосков   | 6 август 2014 – 7 ноември 2014 | безпартиен |        |
| Орешарски    | Цветлин Йовчев      | 29 май 2013 – 6 август 2014    | безпартиен |        |

Заместник-министър-председатели на Република България във второто правителство на Бойко Борисов
| правителство | име              | дати                            | партия | партия |
| ------------ | ---------------- | ------------------------------- | ------ | ------ |
| Борисов 2    | Румяна Бъчварова | 7 ноември 2014 – 27 януари 2017 | ГЕРБ   |        |
| Борисов 2    | Томислав Дончев  | 7 ноември 2014 – 27 януари 2017 | ГЕРБ   |        |
| Борисов 2    | Ивайло Калфин    | 7 ноември 2014 – 27 януари 2017 | АБВ    |        |
| Борисов 2    | Меглена Кунева   | 7 ноември 2014 – 27 януари 2017 | ДБГ    |        |

Заместник-министър-председатели на Република България в Служебно Правителство на Огнян Герджиков
| правителство | име             | дати                        | партия     | партия |
| ------------ | --------------- | --------------------------- | ---------- | ------ |
| Герджиков    | Илко Семерджиев | 27 януари 2017 – 4 май 2017 | СДС        |        |
| Герджиков    | Стефан Янев     | 27 януари 2017 – 4 май 2017 | безпартиен |        |
| Герджиков    | Малина Крумова  | 27 януари 2017 – 4 май 2017 | безпартиен |        |
| Герджиков    | Деница Златева  | 27 януари 2017 – 4 май 2017 | БСП        |        |

Заместник-министър-председатели на Република България в третото правителство на Бойко Борисов
| правителство | име                  | дати                     | партия   | партия |
| ------------ | -------------------- | ------------------------ | -------- | ------ |
| Борисов 3    | Валери Симеонов      | 4 май 2017 – 12 май 2021 | НФСБ     |        |
| Борисов 3    | Томислав Дончев      | 4 май 2017 – 12 май 2021 | ГЕРБ     |        |
| Борисов 3    | Красимир Каракачанов | 4 май 2017 – 12 май 2021 | ВМРО-БНД |        |
| Борисов 3    | Екатерина Захариева  | 4 май 2017 – 12 май 2021 | ГЕРБ     |        |

Заместник-министър-председатели на Република България в първото Служебно Правителство на Стефан Янев
| правителство | име            | дати                            | партия     | партия |
| ------------ | -------------- | ------------------------------- | ---------- | ------ |
| Янев 1       | Гълъб Донев    | 12 май 2021 – 16 септември 2021 | безпартиен |        |
| Янев 1       | Бойко Рашков   | 12 май 2021 – 16 септември 2021 | безпартиен |        |
| Янев 1       | Атанас Пеканов | 12 май 2021 – 16 септември 2021 | безпартиен |        |

Заместник-министър-председатели на Република България във второто Служебно Правителство на Стефан Янев
| правителство | име            | дати                                 | партия     | партия |
| ------------ | -------------- | ------------------------------------ | ---------- | ------ |
| Янев 2       | Гълъб Донев    | 16 септември 2021 – 13 декември 2021 | безпартиен |        |
| Янев 2       | Бойко Рашков   | 16 септември 2021 – 13 декември 2021 | безпартиен |        |
| Янев 2       | Атанас Пеканов | 16 септември 2021 – 13 декември 2021 | безпартиен |        |

Заместник-министър-председатели на Република България в правителството на Кирил Петков
| правителство | име                  | дати                             | партия | партия |
| ------------ | -------------------- | -------------------------------- | ------ | ------ |
| Петков       | Асен Василев         | 13 декември 2021 – 2 август 2022 | ПП     |        |
| Петков       | Калина Константинова | 13 декември 2021 – 2 август 2022 | ПП     |        |
| Петков       | Корнелия Нинова      | 13 декември 2021 – 2 август 2022 | БСП    |        |
| Петков       | Гроздан Караджов     | 13 декември 2021 – 2 август 2022 | ИТН    |        |
| Петков       | Борислав Сандов      | 13 декември 2021 – 2 август 2022 | ДБ     |        |

Заместник-министър-председатели на Република България в първото Служебно Правителство на Гълъб Донев
| правителство | име              | дати                            | партия     | партия |
| ------------ | ---------------- | ------------------------------- | ---------- | ------ |
| Донев 1      | Лазар Лазаров    | 2 август 2022 – 3 февруари 2023 | безпартиен |        |
| Донев 1      | Иван Дерменджиев | 2 август 2022 – 3 февруари 2023 | безпартиен |        |
| Донев 1      | Атанас Пеканов   | 2 август 2022 – 3 февруари 2023 | безпартиен |        |
| Донев 1      | Христо Алексиев  | 2 август 2022 – 3 февруари 2023 | ИТН        |        |

Заместник-министър-председатели на Република България във второто Служебно Правителство на Гълъб Донев
| правителство | име              | дати                         | партия     | партия |
| ------------ | ---------------- | ---------------------------- | ---------- | ------ |
| Донев 2      | Лазар Лазаров    | 3 февруари 2023 – 6 юни 2023 | безпартиен |        |
| Донев 2      | Иван Дерменджиев | 3 февруари 2023 – 6 юни 2023 | безпартиен |        |
| Донев 2      | Атанас Пеканов   | 3 февруари 2023 – 6 юни 2023 | безпартиен |        |
| Донев 2      | Христо Алексиев  | 3 февруари 2023 – 6 юни 2023 | ИТН        |        |

Заместник-министър-председател на Република България в правителството на Николай Денков
| правителство | име           | дати                      | партия | партия |
| ------------ | ------------- | ------------------------- | ------ | ------ |
| Денков       | Мария Габриел | 6 юни 2023 – 9 април 2024 | ГЕРБ   |        |

Заместник-министър-председател на Република България в първото Служебно Правителство на Димитър Главчев
| правителство | име             | дати                          | партия     | партия |
| ------------ | --------------- | ----------------------------- | ---------- | ------ |
| Главчев 1    | Людмила Петкова | 9 април 2024 – 27 август 2024 | безпартиен |        |

Заместник-министър-председател на Република България във второто Служебно Правителство на Димитър Главчев
| правителство | име             | дати                            | партия     | партия |
| ------------ | --------------- | ------------------------------- | ---------- | ------ |
| Главчев 2    | Людмила Петкова | 27 август 2024 – 16 януари 2025 | безпартиен |        |

Заместник-министър-председатели на Република България в правителството на Росен Желязков
| правителство | име              | дати               | партия | партия |
| ------------ | ---------------- | ------------------ | ------ | ------ |
| Желязков     | Томислав Дончев  | 16 януари 2025 – … | ГЕРБ   |        |
| Желязков     | Атанас Зафиров   | 16 януари 2025 – … | БСП    |        |
| Желязков     | Гроздан Караджов | 16 януари 2025 – … | ИТН    |        |